# Ernesto de Freitas Crissiuma Filho
Ernesto de Freitas Crissiuma Filho (Barra Mansa, 10 de setembro de 1882 – Rio de Janeiro, 29 de novembro de 1938) foi um médico brasileiro.
Filho de Ernesto de Freitas Crissiuma e de Joaquina Crissiuma.
Graduado em farmácia pela Faculdade de Medicina do Rio de Janeiro em 1900, onde doutorou-se em medicina em 1903, defendendo a tese “Da separação intra-vesical das urinas pelo processo de Luys”. Foi eleito membro da Academia Nacional de Medicina em 1915, sucedendo Joaquim Cândido de Andrade na Cadeira 36, que tem Firmino von Doellinger da Graça como patrono.